# Millard Hampton
Millard Frank Hampton, Jr. (Fresno, Kalifornia, 1956. július 8. –) olimpiai bajnok amerikai atléta, rövidtávfutó.

## Pályafutása
Hampton atlétacsaládból származott, apja 1952-ben 200 méteren a kaliforniai iskolai bajnokságon második helyezést ért el. A Silver Creek High School tanulója volt. 1974-ben 100 és 200 méteren 10,4 és 20,8 másodperccel felállította az iskola csúcsát, melyet azóta is tart. Szintén 1974-ben kaliforniai iskolai bajnokságon első helyezett lett.
Hampton a San Jose City College-ben folytatta tanulmányait. 1976-ban amatőr bajnok lett, majd megnyerte az amerikai válogatót 200 méteren. Ebben a versenyszámban az montréali olimpián ezüstérmet, a 4 × 100 méteres váltóban aranyérmet nyert. Egyetemi képzése során tovább folytatta sportpályafutását. 1980-ban figyelembe vették az amerikai atlétacsapatban, de az olimpiai bojkott miatt a moszkvai olimpián nem vehetett részt.

## Fordítás
Ez a szócikk részben vagy egészben  a   Donald Quarrie című angol Wikipédia-szócikk fordításán alapul.  Az eredeti cikk szerkesztőit annak laptörténete sorolja fel. Ez a jelzés csupán a megfogalmazás eredetét és a szerzői jogokat jelzi, nem szolgál a cikkben szereplő információk forrásmegjelöléseként.